# Wereldkampioenschap schaatsen allround 1909
Het Wereldkampioenschap schaatsen allround 1909 werd op 27 en 28 februari in het Gamle Frogner Stadion te Kristiania (nu: Oslo) gehouden.
Titelverdediger was Oscar Mathisen, die in het Eisstadion in Davos wereldkampioen was geworden. Oscar Mathisen prolongeerde zijn titel.

## Eindklassement
| Rang   | Schaatser          | Land               | Punten | 500m      | 5000m       | 1500m       | 10.000m      |
| ------ | ------------------ | ------------------ | ------ | --------- | ----------- | ----------- | ------------ |
| Goud   | Oscar Mathisen     | Noorwegen          | 11     | 45,6 (1)  | 8.53,8 (3)  | 2.27,4 (1)  | 18.52,0 (6)  |
| Zilver | Oluf Steen         | Noorwegen          | 14     | 46,0 (2)  | 8.58,8 (4)  | 2.30,6 (3)  | 18.50,8 (5)  |
| Brons  | Otto Andersson     | Zweden             | 18     | 49,0 (8)  | 8.53,4 (2)  | 2.34,2 (6)  | 18.31,8 (2)  |
| 4      | Yevgeni Burnov     | Keizerrijk Rusland | 20     | 50,8 (12) | 8.45,0 (1)  | 2.34,4 (7)  | 18.17,4 (1)  |
| 5      | Martin Sæterhaug   | Noorwegen          | 20     | 46,2 (3)  | 9.07,0 (5)  | 2.29,8 (2)  | 18.58,4 (10) |
| 6      | Magnus Johansen    | Noorwegen          | 20.5   | 48,2 (6)  | 9.07,4 (6)  | 2.31,6 (4)  | 18.48,2 (4)  |
| 7      | Sigurd Mathisen    | Noorwegen          | 29     | 47,0 (4)  | 9.10,4 (9)  | 2.32,8 (5)  | 19.16,4 (11) |
| 8      | Väinö Wickström    | Finland            | 32.5   | 47,8 (5)  | 9.18,8 (11) | 2.34,6 (8)  | 18.56,0 (8)  |
| 9      | Trygve Lundgreen   | Noorwegen          | 32.5   | 48,2 (6)  | 9.17,6 (10) | 2.35,6 (9)  | 18.53,0 (7)  |
| 10     | Gotthard Thourén   | Zweden             | 34     | 53,2 (13) | 9.09,8 (7)  | 2.39,8 (12) | 18.37,6 (3)  |
| 11     | Olaf Hansen        | Noorwegen          | 37     | 49,8 (9)  | 9.10,0 (8)  | 2.37,6 (11) | 18.56,0 (8)  |
| 12     | Konrad Andresen    | Noorwegen          | 43.5   | 49,8 (9)  | 9.22,0 (12) | 2.37,2 (10) | 19.32,4 (12) |
| NS4    | Gustav Pedersen    | Noorwegen          | -      | NS        | 9.43,8 (14) | 2.45,0 (14) | NS           |
| NS4    | Thorleif Torgersen | Noorwegen          | -      | 50,0 (11) | 9.39,2 (13) | 2.44,0 (13) | NS           |

* = met val
NC = niet gekwalificeerd
NF = niet gefinisht
NS = niet gestart
DQ = gediskwalificeerd